# Бигарре, Огюст Жюльен
Огюст Жюльен Бигарре (фр. Auguste Julien Bigarré; 1 января 1775, Ле-Пале — 14 мая 1838, Ренн) — французский военачальник, участник Революционных и Наполеоновских войн, дивизионный генерал.

## Биография
Родился в маленьком портовом и рыбачьем городке Ле-Пале на острове Белль-Иль у южного побережья Бретани. Сын городского чиновника. С 12 лет ходил юнгой на рыболовных судах, в 14 лет отправился в Вест-Индию матросом. Четыре раза плавал на Сан-Доминго на торговых судах, после чего был нанят в военный флот морским канониром, когда ему было всего 16 лет.
Уже в 1793 году молодой Бигарре сошел с корабля, чтобы никогда больше не возвращаться к морской службе и записался младшим лейтенантом в пехоту. Бретонец по рождению, Бигарре отважно сражался против шуанов — бретонских роялистов, в битве при Кибероне был ранен в плечо и произведен в лейтенанты генералом Гошем.
Позднее, под командованием генерала Юмбера участвовал в неудачной экспедиции в Ирландию. Участвовал со своими солдатами в морском сражении у берегов Бретани, в результате которого, корабль, на котором он находился, сел на мель, и Бигарре вплавь добирался до берега.
После этого Бигарре был переведён на австрийский фронт, где сражался под командованием Гоша и Моро в 1798 году, в составе Гельветической армии генерала (позднее маршала) Брюна сражался под Золотурном и вступил в Берн.
В сентябре того же года Бигарре был ранен пуле в челюсть. В 1800 году он дрался при Гогенлиндене (дважды ранен), затем при Ламбахе в бригаде генерала Друэ. Отправившись для излечения в Люксёй-ле-Бен, он повстречал там супругу первого консула Жозефину и её дочь Гортнезию, и воспользовался этим знакомством, чтобы подать заявление о зачислении в Консульскую гвардию, куда поступает в качестве капитана пеших егерей.
Служа офицером гвардии, Бигарре присутствует при коронации Наполеона Императором французов в Нотр-Дам-де-Пари, а затем при коронации его же королем Италии в Кафедральном соборе Милана. В 1805 году Бигарре переводится в армейскую легкую пехоту и сражается при Аустерлице, где берет русскую батарею, однако его полк в этом бою теряет полкового орла, и чтобы искупить этот провал, Бигарре берет с боем русские знамёна.
Тем не менее, Наполеон недоволен потерей орла, и Бигарре воспринимает эти упрёки крайне болезненно. Поэтому, когда Жозеф Бонапарт, брат Наполеона и знакомый Бигарре по службе в гвардии, становится королём Неаполя, он приглашает Бигарре в Неаполь в качестве офицера для поручений, где тот становится сперва полковником, а затем и бригадным генералом. Когда Жозеф по решению Наполеона уступает Неаполитанский престол Мюрату а сам занимает Испанский, Бигарре следует за ним в Испанию. В 1809 году Бигарре возглавляет королевскую гвардию Испании, неоднократно выполняет функции посланника от Жозефа к Наполеону, участвует в качестве королевского наблюдателя в походе маршала Сульта в Португалию. После неудачной для французов битвы при Витории, тем не менее, произведён в дивизионные генералы.
Вернувшись в 1813 году во Францию, Бигарре оказывается признан Наполеоном только в чине бригадного генерала. Тем не менее уже вскоре он успел отличиться в боях в Германии и во Франции, во главе бригады пехоты Молодой гвардии, в особенности, в битве при Краоне и при Фер-Шапменуазе. В начале 1814 года произведён во временные дивизионные генералы (в течение того же года утверждён в чине). При реставрации — шевалье ордена Святого Людовика (как и все остальные армейские генералы), комендант департамента Иль и Вилен.
Во время Ста дней он присоединился к Наполеону и был назначен в Вандею в корпус генерала Ламарка. Вандейские лидеры, сложившие оружие в начале Наполеоновской эпохи, снова восстали под знамёнами короля. По приказу Ламарка генерал Бигарре из Вандеи выдвинулся с дивизией в свой родной департамент Морбиан, где разбил роялистов при Редоне, а затем ещё раз — через три дня после битвы при Ватерлоо. Раненый пулей в корпус, он командует боем, лёжа на носилках и побеждает.
Позже на острове святой Елены Наполеон скажет, что в Вандее генерал Ламарк превзошел все его ожидания. Эту фразу в полной мере можно отнести и к подчинённым Ламарка, в первую очередь, к Брайе и Бигарре.
После возвращения Бурбонов Бигарре остаётся не у дел до революции 1830 года, после которой получает от нового короля Луи-Филиппа командование дивизией, следующую степень (Великий офицер) ордена Почётного легиона и почётную должность генерального инспектора пехоты.
Генерал Бигарре был женат на молодой девушке из Кольмара с 1802 по 1813 год, после чего брак распался. Генерал скончался бездетным в городе Ренн, центре департамента Морбиан, недалеко от своей малой родины, рыбацкого Белль-Иля.
Оставил мемуары, которые выдержали не менее двух изданий, в том числе современное, с научным комментарием, но на русский язык не переведены.

## Память о генерале
- Улица в Ренне.
- Мемориальная доска и площадь в Белль-Иле.
- Имя высечено на Триумфальной арке в Париже.

## Воинские звания
- Канонир (3 апреля 1791 года);
- Второй лейтенант (1793 год);
- Капитан (1796 год);
- Капитан гвардии (1 марта 1802 года);
- Майор (6 февраля 1805 года);
- Полковник неаполитанской службы (3 февраля 1807 года);
- Бригадный генерал испанской службы (9 июня 1808 года);
- Дивизионный генерал испанской службы (24 июня 1813 года);
- Бригадный генерал французской службы (19 сентября 1813 года);
- Дивизионный генерал (17 марта 1814 года, утверждён в чине 23 июля 1814 года).

## Титулы
- Барон Бигарре и Империи (фр. baron Bigarré et de l'Empire; 1810 год);
- Граф Бигарре и Империи (фр. comte Bigarré et de l'Empire; 10 апреля 1815 года, 1 августа 1815 года пожалование было отменено Бурбонами).

## Награды
Легионер ордена Почётного легиона (14 июня 1804 года)
 Офицер ордена Почётного легиона (26 декабря 1805 года)
 Командор Королевского ордена Обеих Сицилий (1808 год)
 Кавалер военного ордена Святого Людовика (1814 год)
 Коммандан ордена Почётного легиона (28 сентября 1814 года)
 Великий офицер ордена Почётного легиона (29 апреля 1833 года)